# Kuhfelde

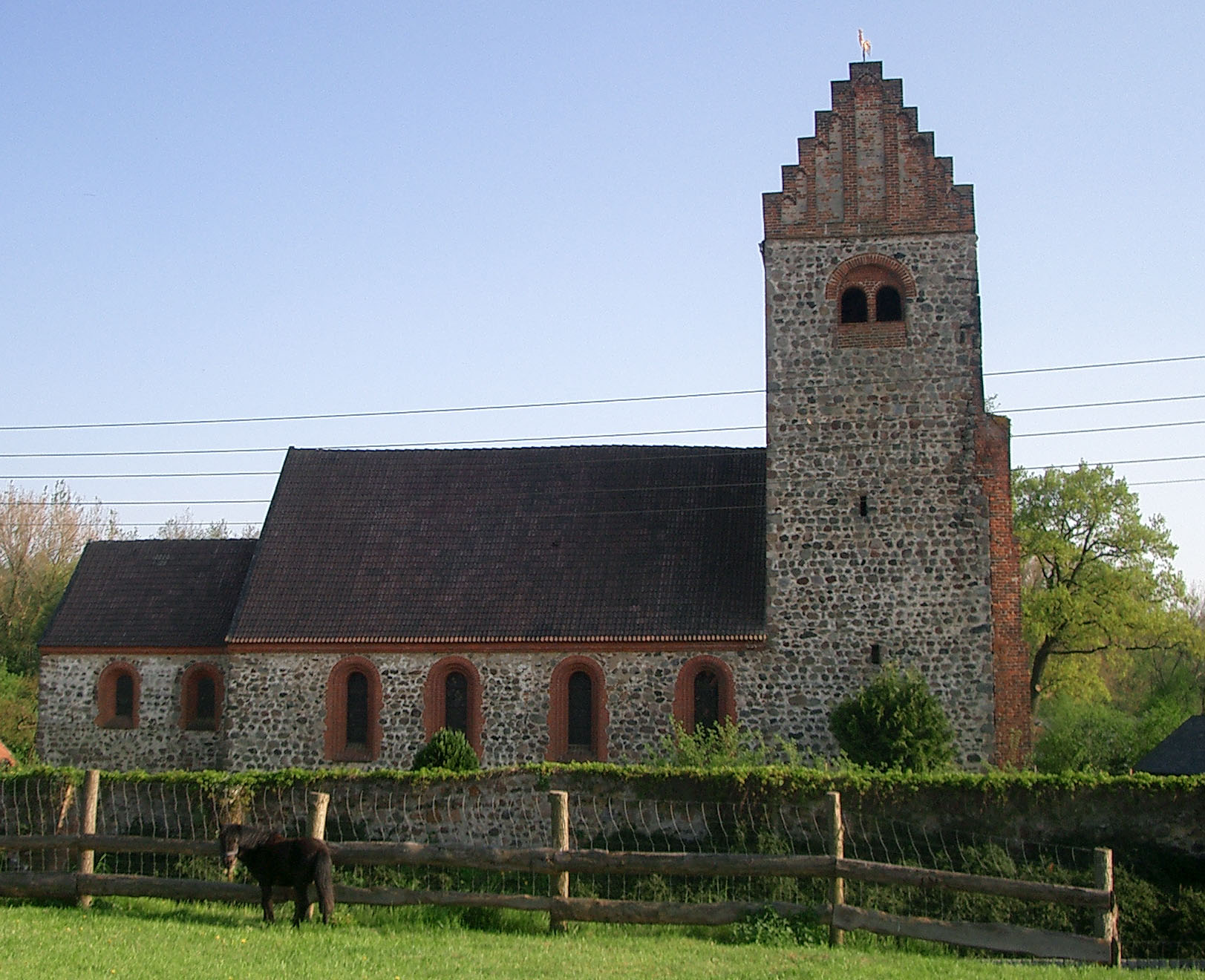
Kirche in Kuhfelde

Kuhfelde ist eine Gemeinde in der Verbandsgemeinde Beetzendorf-Diesdorf im Altmarkkreis Salzwedel in Sachsen-Anhalt.

## Geographie

### Lage
Kuhfelde, ein nach Osten erweitertes Rundplatzdorf mit Kirche, liegt acht Kilometer südlich der Kreisstadt Salzwedel am Landschaftsschutzgebiet Salzwedel-Diesdorf in der Altmark. Östlich des Dorfes liegt die Bundesstraße 248, die von Northeim über Seesen, Braunschweig, Wolfsburg, Salzwedel und Lüchow nach Dannenberg verläuft.

### Gemeindegliederung
Zur Gemeinde Kuhfelde gehören die Ortsteile und Wohnplätze:
| - Hohenlangenbeck - Kuhfelde mit den Wohnplätzen Bahnhof Kuhfelde, Ferchau und Neuhof - Leetze - Püggen - Schieben | - Siedenlangenbeck - Valfitz - Vitzke mit der Kolonie Vitzke - Wöpel - Wötz |

## Geschichte

### Mittelalter bis Neuzeit
Die Region war schon in der Jungsteinzeit besiedelt. Dies belegen die Großsteingräber bei Leetze. Kuhfelde wurde ursprünglich als Rundplatzdorf angelegt.
Die erste urkundliche Erwähnung des Ortes stammt aus dem Jahre 1257, als die Kirchen zu Langenbecke undt Kuhfelde des Bistums Verden genannt werden.
Im Landbuch der Mark Brandenburg von 1375 wird der Ort als Kufelde aufgeführt, die von Plato (Plothe) hatten die Einnahmen aus der Bede und der Mühle weiterverlehnt an Frau Drusdow (Drüsten).
Bei der Bodenreform wurde eine Fläche von 1025 Hektar enteignet, davon gehörten 924 Hektar zum Forst Ferchau und Forst Risk-Umfelde. Im Jahre 1954 entstand die erste Landwirtschaftliche Produktionsgenossenschaft vom Typ III, die LPG „Traktor“.
Im Jahr 2007 feierte die Gemeinde Kuhfelde zehn Tage lang die 750-Jahr-Feier der ersten urkundlichen Erwähnung von Kuhfelde.

### Herkunft des Ortsnamens
Jürgen Udolph führt den Ortsnamen auf das Niederdeutsche „ko“ für „Kuh“ und „-feld“ zurück.

### Eingemeindungen
Kuhfelde gehörte ursprünglich zum Salzwedelischen Kreis der Mark Brandenburg in der Altmark. Von 1807 bis 1813 lag es im Kanton Beetzendorf auf dem Territorium des napoleonischen Königreichs Westphalen. Nach weiteren Änderungen kam es 1816 in den Kreis Salzwedel, den späteren Landkreis Salzwedel im Regierungsbezirk Magdeburg in der Provinz Sachsen in Preußen.
Am 30. September 1928 wurde der Gutsbezirk Ferchau mit der Landgemeinde Kuhfelde vereinigt.
Am 20. Juli 1950 wurde die bis dahin eigenständige Gemeinde Vitzke aus dem Landkreis Salzwedel eingegliedert. Am 25. Juli 1952 wurde die Gemeinde Kuhfelde in den Kreis Salzwedel umgegliedert. Seit dem 1. Juli 1994 gehört sie zum Altmarkkreis Salzwedel.
Durch einen Gebietsänderungsvertrag haben die Gemeinderäte der Gemeinden Kuhfelde, Siedenlangenbeck, Valfitz und Püggen beschlossen, dass ihre Gemeinden aufgelöst und zu einer neuen Gemeinde mit dem Namen Kuhfelde vereinigt werden. Dieser Vertrag wurde vom Landkreis als unterer Kommunalaufsichtsbehörde genehmigt und trat am 1. Juli 2009 in Kraft. Die Gemeinde wechselte am 1. Januar 2010 von der Verwaltungsgemeinschaft Salzwedel-Land in die neu gebildete Verbandsgemeinde Beetzendorf-Diesdorf.

### Einwohnerentwicklung

#### Gemeinde
| Jahr | Einwohner |
| ---- | --------- |
| 1734 | 094       |
| 1774 | 088       |
| 1789 | 096       |
| 1798 | 084       |
| 1801 | 086       |
| 1818 | 138       |
| 1840 | 180       |

| Jahr | Einwohner |
| ---- | --------- |
| 1864 | 154       |
| 1871 | 175       |
| 1885 | 148       |
| 1892 | [00]173   |
| 1895 | 193       |
| 1900 | [00]191   |
| 1905 | 179       |

| Jahr | Einwohner |
| ---- | --------- |
| 1910 | [00]199   |
| 1925 | 266       |
| 1939 | 241       |
| 1946 | 368       |
| 1964 | 519       |
| 1971 | 463       |
| 1981 | 465       |

| Jahr | Einwohner |
| ---- | --------- |
| 1993 | 0444      |
| 2006 | 0529      |
| 2008 | [00]0538  |
| 2011 | [00]1185  |
| 2015 | [00]1138  |
| 2018 | [00]1084  |
| 2022 | [00]1071  |

Quelle, wenn nicht angegeben, bis 2006

#### Ortsteil
| Jahr | Einwohner |
| ---- | --------- |
| 2015 | [00]443   |
| 2018 | [00]430   |
| 2020 | [00]414   |
| 2021 | [00]402   |
| 2022 | [00]407   |
| 2023 | [00]407   |

## Religion
Die evangelische Kirchengemeinde Kuhfelde gehörte früher zur Pfarrei Kuhfelde. Heute gehört sie zum Kirchspiel Kuhfelde im Pfarrbereich Salzwedel–St. Katharinen des Kirchenkreises Salzwedel im Bischofssprengel Magdeburg der Evangelischen Kirche in Mitteldeutschland.
Im Jahre 1903 gehörten zur Pfarrei Kuhfelde die Kirchengemeinde Kuhfelde mit dem Forstetablissement Ferchau, dem Vorwerk Neuhof, dem Dorf Vitzke, die Kirchengemeinde Valfitz mit Groß- und Klein-Mühle, die Nebenkirche (Filial) Leetze, die Nebenkirche (Filial) Wöpel sowie die mater Siedenlangenbeck und die Nebenkirche (Filial) Hohenlangenbeck.
Der Sächsischen Weltchronik zufolge war Kovende der Sitz eines Bischofs, der schon 786 nach Verden umsiedelte. Kovende wird hier als Kuhfelde gedeutet. Johann Friedrich Danneil zitiert ähnliches aus der hannoverschen Handschrift der Chronographia Interminata des Konrad von Halberstadt als „Episcopium Kouendense… translatum est ecclesiam Verdensem“. Ulf Frommhagen schreibt dazu: „Die Forschung hat mittlerweile ähnliche Überlieferungen als Falschmeldungen entlarvt.“

## Politik

### Bürgermeister
Ehrenamtlicher Bürgermeister der Gemeinde ist seit November 2018 Günther Serien. Sein Vorgänger Frank Leskien war 2018 aus gesundheitlichen Gründen zurückgetreten. Er hatte das Amt seit 2008 inne.

### Gemeinderat
Von den 12 Gemeinderatssitzen sind seit der Gemeinderatswahl am 26. Mai 2019 alle von Wählergruppen besetzt. Die Wahlbeteiligung betrug 57,2 %.

### Wappen
Blasonierung: „In Grün eine erhöhte eingebogene silberne Spitze, vom unteren Schildrand aus belegt mit einem roten Stufengiebel mit zwei tagbeleuchteten Rundbogenfensteröffnungen nebeneinander, oben rechts begleitet von einem schwebenden silbernen Kuhkopf, links von einem schwebenden silbernen Schild, darin ein schwebendes Tatzenkreuz mit Nagelspitzfuß.“
Die Farben der Gemeinde sind Silber (Weiß) - Grün.
Das Wappen wurde vom Heraldiker Uwe Reipert gestaltet.

### Flagge
Die Flagge der Gemeinde Kuhfelde ist Grün - Weiß - Grün gestreift und auf dem breiteren weißen Mittelstreifen mit dem Gemeindewappen belegt. (Hissflagge: Streifen von oben nach unten; Querflagge: Streifen von links nach rechts verlaufend)

## Wirtschaft, Kultur, Infrastruktur
- Hotel-Restaurant „Kuhfelder-Hof“
- Grundschule mit Schulgarten
- Kindergarten
- Mehrzweckhalle „Altmarkhalle“
- Sportstadion „Dorfstadion der Freundschaft“
- ehemaliger Bahnhof an der stillgelegten Bahnstrecke Oebisfelde–Salzwedel mit Sonderfahrten[28]

## Vereine
- Kuhfelder Sportverein 1949 e. V. mit den Sparten Fußball, Handball, Volleyball, Tischtennis u. a.
- Förderverein der Freiwilligen Feuerwehren Kuhfelde-Siedenlangenbeck-Valfitz e. V.
- Förderverein der Kindertagesstätte Kuhfelde e. V.
- Jagdhornbläsergruppe Kuhfelde e. V.
- Männerchor Kuhfelde e. V. Kuhfelde
- Schießverein Freischütz Kuhfelde e. V.
- Schützengilde 1894 e. V. zu Kuhfelde
- Anglerverein „Jeetzetal“ e. V.

## Kultur und Sehenswürdigkeiten
- Die Dorfkirche Kuhfelde ist eine Feldsteinbau aus dem frühen 13. Jahrhundert.[29]
- Der Friedhof liegt neben der Kirche.

## Persönlichkeiten
- Joachim-Friedrich Huth (1896–1962) in Neuhof geborener Jagdpilot des Ersten Weltkriegs, Generalleutnant im Zweiten Weltkrieg und in der Bundeswehr.